# 1786

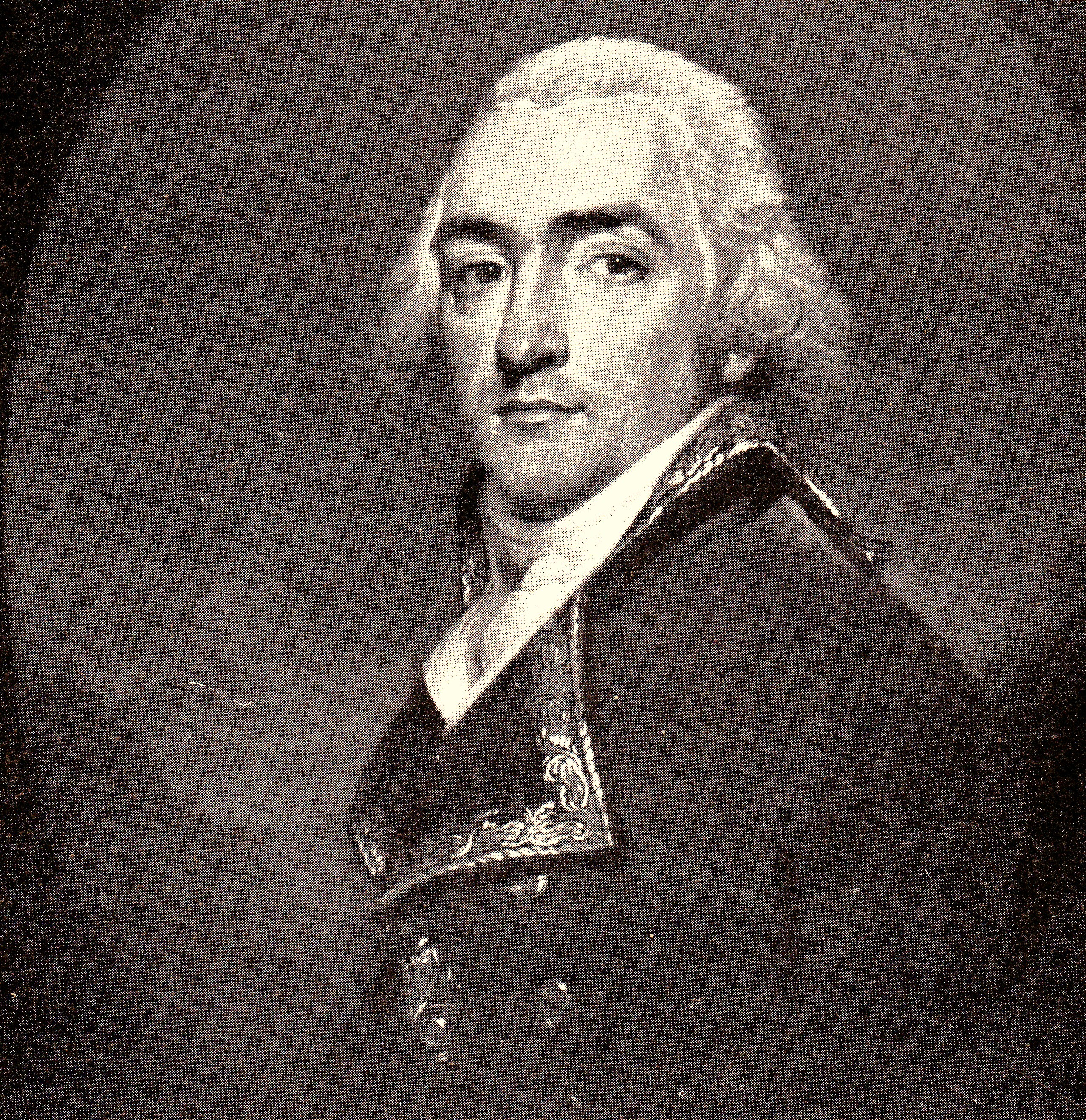
Herman Willem Daendels

Het jaar 1786 is het 86e jaar in de 18e eeuw volgens de christelijke jaartelling.

## Gebeurtenissen
januari
- 17 - De Franse astronoom Pierre Méchain neemt de komeet Encke waar.

maart
- maart - Het Hollandse Statenlid Ocker Gevaerts en de Dordtse pensionaris Cornelis de Gijselaar rijden in een koets door de stadhouderspoort van het Binnenhof. Dit wordt door de prinsgezinden als een provocatie opgevat.

april
- 27 - De Britten nemen de Chagos-eilanden over, die behoren tot Frans Mauritius.

juni
- 18 - Stadhouder Willem V arriveert met zijn gezin in Middelburg voor een rondreis door Zeeland per koets en per boot, die tot 25 juli zal duren.

juli
- 26 - De rentmeester van Staats-Overmaas, Willem Hendrik van Panhuys, komt Elsloo in bezit nemen namens de Republiek der Zeven Verenigde Nederlanden, krachtens de bepalingen in het Verdrag van Fontainebleau. De heer van Elsloo, Nicolas Antoine van Arberg, roept de bevolking bijeen voor de ingang van de kerk en betoogt daar, dat Elsloo vanouds een vrije rijksheerlijkheid is, en dat men om die reden de eed op de Republiek niet hoeft af te leggen.

augustus
- 1 - In Oldenburg wordt de eerste spaarbank ter wereld opgericht.
- 2 - In de stad Utrecht is de vierde nationale vergadering van vrijcorpsen georganiseerd. Besloten wordt de invloed van het volk en de controle op de regenten te vergroten. Er worden 16 democratisch gekozen patriotten in de raad beëdigd, een voor Europa unieke gebeurtenis. De prinsgezinde leden van de Provinciale Staten verhuizen naar Amersfoort.
- 8 augustus - Eerste bedwinging van de top van de Mont Blanc door Jacques Balmat en Michel-Gabriel Paccard.
- 27 - Tijdens een conferentie op Het Loo wordt besloten tot gewapend optreden tegen de Vrijkorpsen.

september
- 5 - Stadhouderlijke troepen onder generaal Johan Carel Spengler bezetten de opstandige Gelderse stadjes Elburg, dat geen verzet biedt, en Hattem, dat enkele kanonschoten afvuurt. Daar wordt flink huisgehouden door de troepen, waarvoor generaal Spengler een reprimande krijgt van de stadhouder.
- September - De vrijheid van drukpers en vergadering wordt in de gewesten Gelderland en Friesland beperkt. De stad Utrecht verandert in een legerkamp, om de patriottische vroedschap te verdedigen.

december
- 30 - Eerste begrafenis in Tiel op de begraafplaats Ter Navolging. Het is een van de eerste

begraafplaatsen buiten de stadsgrenzen: 
zonder datum
- Vrijhandelsverdrag tussen het Engelse Gemenebest en de Republiek der Zeven Verenigde Nederlanden.

## Muziek
- Domenico Cimarosa componeert L'impresario in angustie
- Johann Baptist Vanhal componeert de Missa ex C

## Beeldende kunst

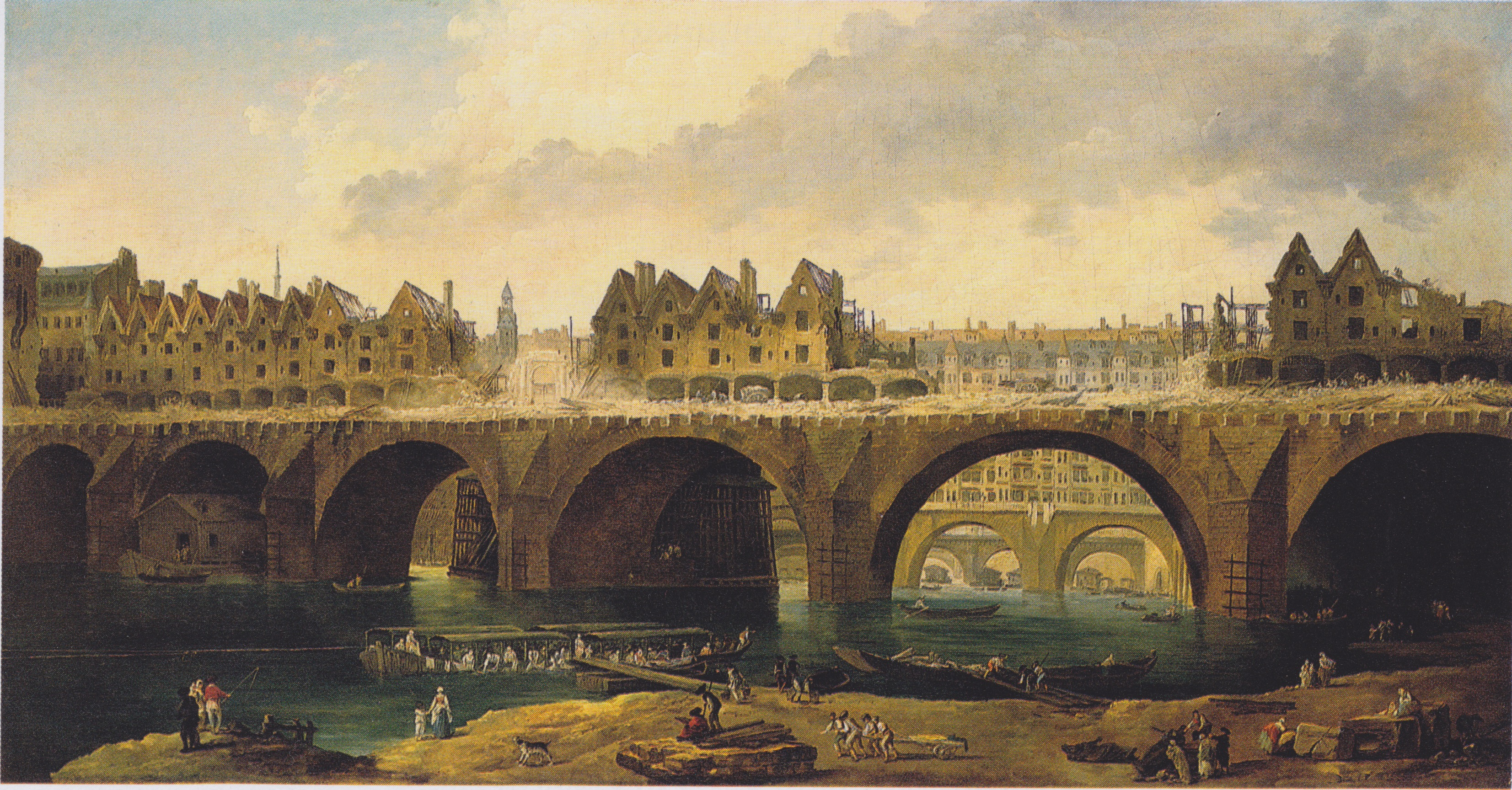
Abbruch der Häuser auf der Notre-Dame-Brücke (1786), Hubert Robert, Staatliche Kunsthalle Karlsruhe

## Bouwkunst

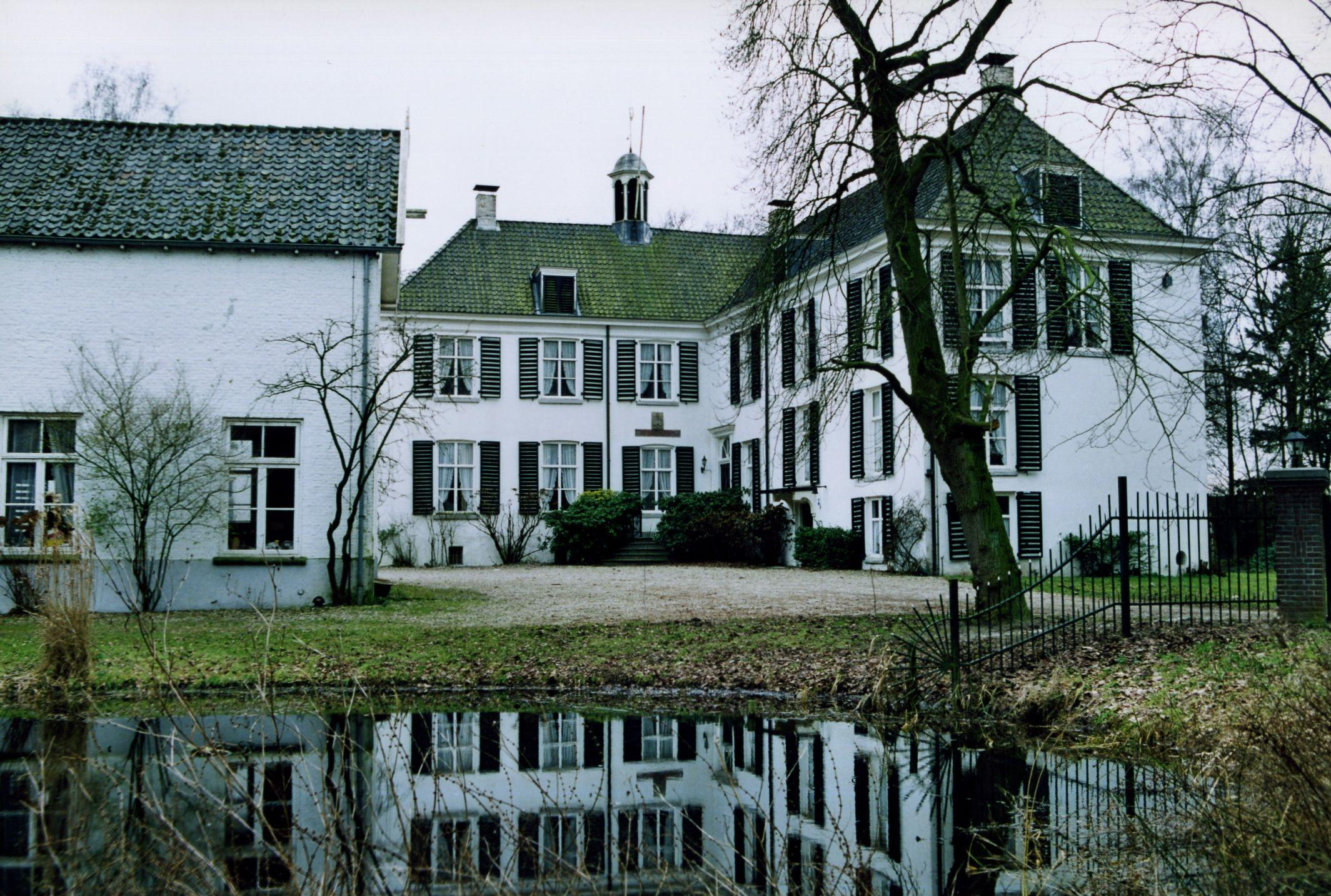
Huize Babberich (1786)

## Geboren
januari
- 3 - Lodewijk Roelandt, Belgisch architect (overleden 1864)

februari
- 24 - Wilhelm Grimm, Duits taal- en letterkundige en sprookjesverzamelaar (=> Gebroeders Grimm) (overleden 1859)
- 26 - François Arago, Frans astronoom en arts (overleden 1853)

maart
- 3 - Marie Bigot, Franse pianiste en componiste (overleden 1820)

april
- 1 - William Mulready, Iers-Engels kunstschilder (overleden 1863)
- 16 - Albrecht Adam, Duits kunstschilder (overleden 1862)
- 26 - Louis de Potter, Belgisch journalist en politicus (overleden 1859)

mei
- 8 - Johannes Maria Vianney, Frans parochiepriester; pastoor in Ars-sur-Formans en rooms-katholiek heilige (overleden 1859)
- 25 - Cornelius Ludovicus de Wijkerslooth, Nederlands R.K. bisschop (overleden 1851)

augustus
- 25 - Lodewijk I, koning van Beieren 1825-1848 (overleden 1868)

september
- 18 - Christiaan VIII van Denemarken, koning van Denemarken en Noorwegen (overleden 1848)

- 29 - Guadalupe Victoria, Mexicaans onafhankelijkheidsstrijder en eerste president van Mexico (overleden 1843)

november
- 18 - Carl Maria von Weber, Duits componist (overleden 1826)

datum onbekend
- James Mangles, Brits militair, schrijver en naturalist (overleden 1867)
- John Murphy, Amerikaans politicus (overleden 1841)

## Overleden
maart
- 7 - Franz Benda (76), Boheems violist en componist
- 11 - Jacobus Bellamy (28), Nederlands dichter

april
- 20 - John Goodricke (21), amateurastronoom

mei
- 15 - Eva Ekeblad (61), Zweeds agronoom, wetenschapper, saloniste en gravin
- 19 - John Stanley (74), Engels componist en organist
- 25 - Peter III van Portugal (68)

augustus
- 16 - John Francis Wade (74/75), Engels katholiek hymnist en Jakobiet
- 17 - Frederik II van Pruisen (74)